# Estádio Nacional de Brasília
Az Estádio Nacional de Brasília, közismert nevén Mané Garrincha egy labdarúgóstadion Brazíliavárosban, Brazília fővárosában. 1974. március 10-én nyitotta meg kapuit. A 2014-es labdarúgó-világbajnokság egyik helyszíne, már 2010 óta felújítás alatt áll. Eredetileg 42 200 néző befogadására volt alkalmas, de 2014-re már 70 064 férőhelyesre bővítették.

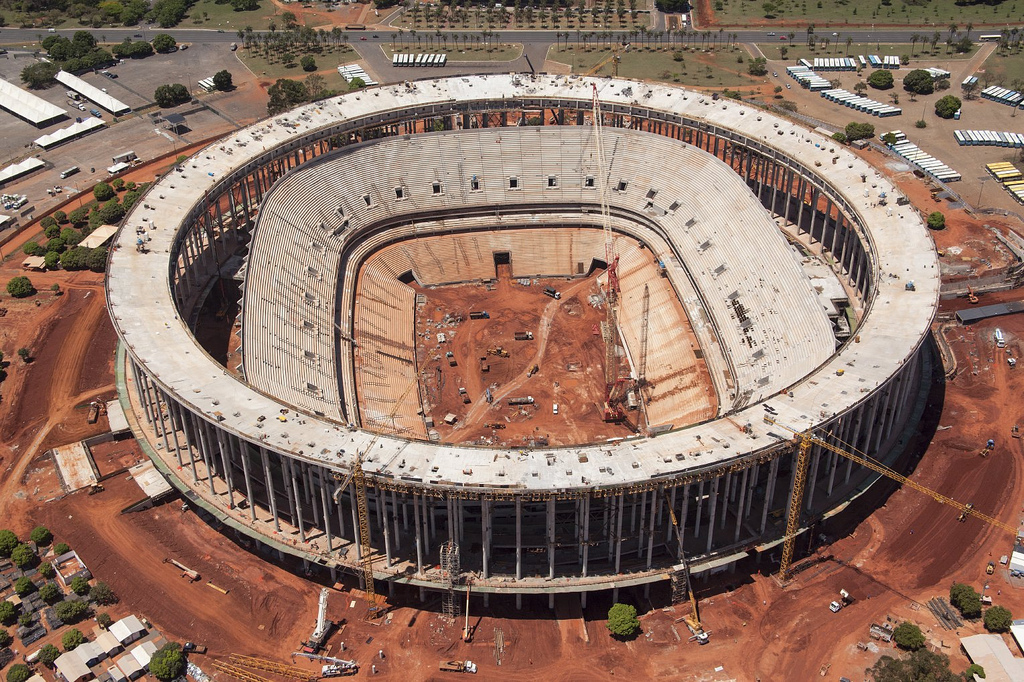
Munkálatok alatt 2012 decemberében.

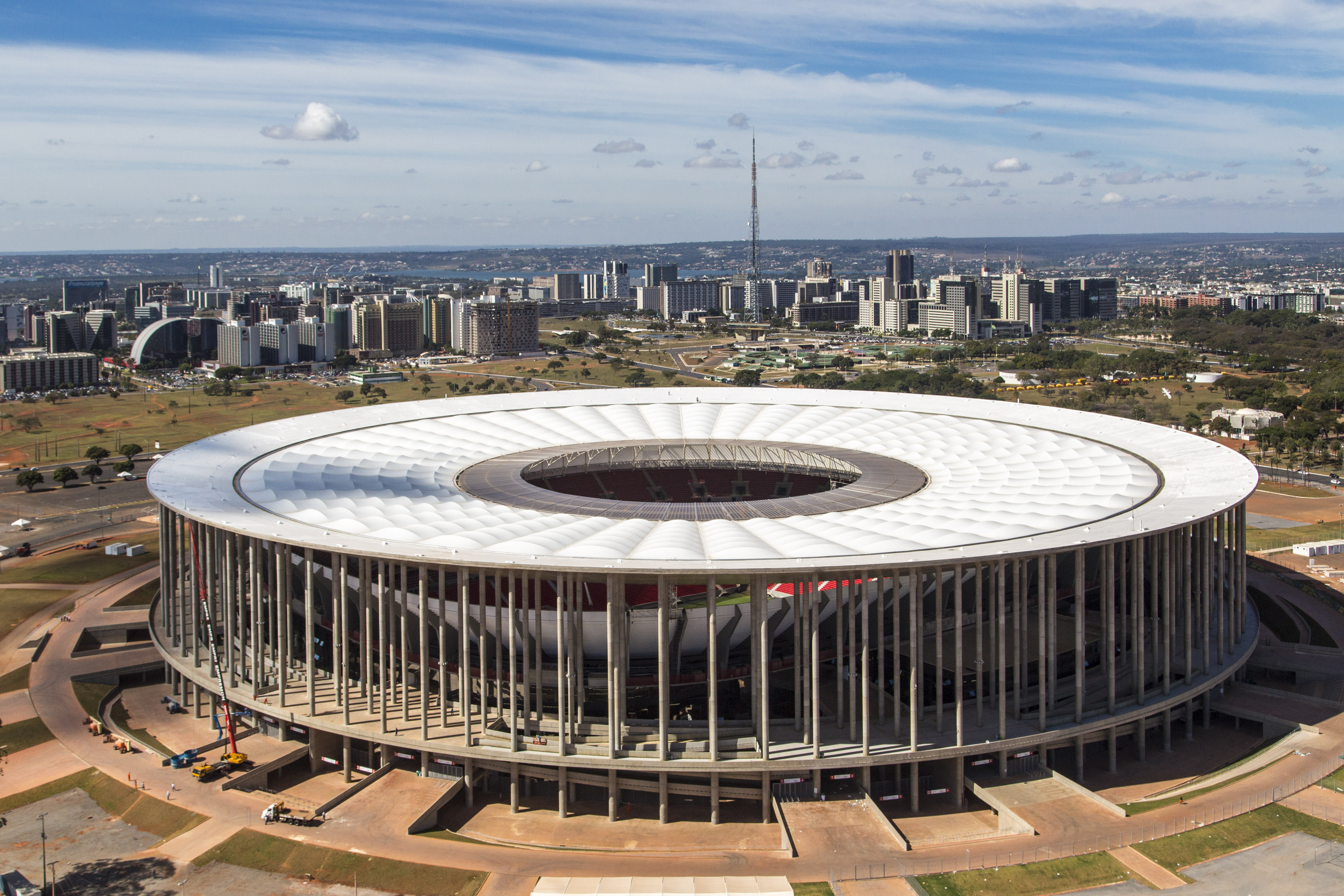
Felújítás után 2013 júniusában